# Asynarchus batchawanus
Asynarchus batchawanus là một loài Trichoptera trong họ Limnephilidae. Chúng phân bố ở miền Tân bắc.